# István Széchenyi

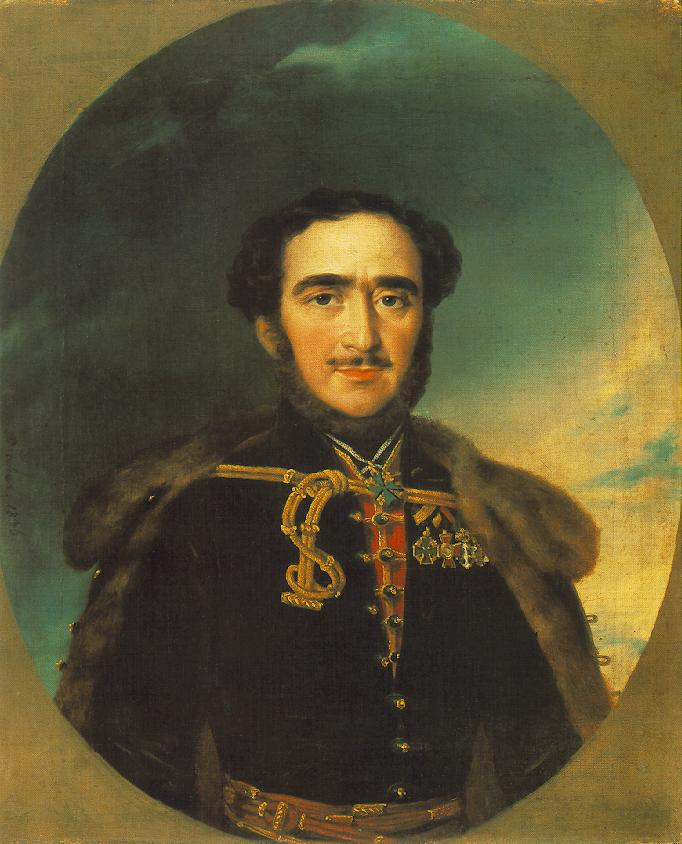
Hrabia István Széchenyi – portret autorstwa Miklósa Barabása (1836)

Hrabia István Széchenyi [ˈiʃtvaːn ˈseːʧeːɲi] (węg. Gróf Széchenyi István, ur. 21 września 1791 w Wiedniu, zm. 8 kwietnia 1860 w Döbling) – węgierski polityk, pisarz, arystokrata i przedsiębiorca.
Pod wpływem Jeremy Benthama i Adama Smitha od 1825 r. (w którym założył Węgierską Akademię Nauk) poświęcił się całkowicie sprawie narodowej.

## Życiorys
Széchenyi urodził się w bogatej rodzinie arystokratycznej w Wiedniu. Jego ojciec Ferenc Széchényi utworzył w 1802 r. Węgierskie Muzeum Narodowe i Węgierską Bibliotekę Narodową, darując swoje zbiory narodowi węgierskiemu. Matka Julianna Széchenyi była siostrą Georga Festeticha, który był mecenasem węgierskiej literatury.
Széchenyi rozpoczął jako młody mężczyzna karierę wojskową, walcząc jako kawalerzysta przeciw Napoleonowi Bonaparte. Gdy nie awansowano go do rangi majora, porzucił wojsko i poświęcił się całkowicie odnowie narodu węgierskiego.
Na początku swej drogi jako odnowiciel narodowy, był liderem węgierskiego ruchu liberalnego, jednakże w latach czterdziestych utracił to przywództwo na rzecz bardziej radykalnego Lajosa Kossutha. Postępująca radykalizacja liberałów znalazła ujście w Wiośnie Ludów i powstaniu węgierskim 1848/1849, które doprowadziło go do załamania nerwowego. Ostatnie 11 lat życia spędził w domu opieki psychiatrycznej w Döbling (obecnie dzielnica Wiednia), gdzie zmarł odbierając sobie życie, uciekając w ten sposób przed groźbą władz umieszczenia go w publicznym domu dla obłąkanych.

## Autor książek społeczno-ekonomicznych
W opublikowanym w 1830 r. dziele Kredyt (węg. Hitel), Széchenyi krytykował austriacką politykę celną, zbyt niską gotowość udzielania kredytów przedsiębiorcom i szkodliwość przywilejów arystokracji dla narodu. Były to, jego zdaniem, podstawowe przyczyny wsteczności gospodarczej Węgier owego czasu. Dzieło to utrafiło w ducha budzącej się świadomości narodowej i odbiło się szerokim echem wśród znacznej części społeczeństwa.
W kolejnych książkach: Światło (węg. Világ z 1831) i Stadium przedstawił konkretny program reform, obejmujący reformę prawa cywilnego i podatkowego. M.in. proponował opodatkowanie arystokracji, która w ówczesnych Austro-Węgrzech była zwolniona od podatków.

## Przedsiębiorca
Jako przedsiębiorca zainicjował z jednej strony wiele projektów mających na celu poprawę struktury transportu, jako motoru gospodarki, z drugiej starał się rozbudować, unowocześnić i upiększyć Budapeszt, by stał się centrum społeczno-gospodarczym Węgier. M.in. zbudował pierwszy stały most pomiędzy Budą i Pesztem (Most Széchenyiego – węg. Széchenyi Lánchíd), za którego przekroczenie wszyscy, także szlachta, musieli płacić myto. Wspierał również żeglugę parową, rozpoczął prace nad uregulowaniem Dunaju i Cisy, był inicjatorem klubu intelektualistów w Peszcie i Węgierskiej Akademii Nauk.

## Polityk

### Lajos Kossuth
Széchenyi zetknął się Kossuthem poprzez węgierski ruch liberalny, którego Széchenyi był początkowo liderem. Początkowa zbieżność poglądów nie trwała jednakże długo, w latach czterdziestych XIX w. zmieniła się ona w otwarty konflikt z Kossuthem, prowadzony poprzez prasę. Tematem sporu była przede wszystkim samodzielność Węgier w monarchii Austro-Węgierskiej i stosunek do mniejszości narodowych na terenie Węgier. Széchenyi był zwolennikiem pozostania w związku państwowym z Austrią, nie potrafił jednak przekonać większości ruchu liberalnego do swych pozycji, co doprowadziło do zmiany lidera ruchu – został nim Kossuth.

### Klemens Lothar von Metternich
Széchenyi próbował zdobyć dla swych posunięć poparcie rządu w Wiedniu, jednakże bezowocnie, gdyż w przeciwieństwie do węgierskich liberałów, von Metternich uważał go za rebelianta, usiłującego doprowadzić do rozpadu cesarstwa.